# Apamea maerens
Apamea maerens är en fjärilsart som beskrevs av Otto Staudinger 1901. Apamea maerens ingår i släktet Apamea och familjen nattflyn. Inga underarter finns listade i Catalogue of Life.